# Corinth (New York)
Corinth è un comune degli Stati Uniti d'America, situato nello Stato di New York, nella contea di Saratoga.